# Endotheeldystrofie van Fuchs
Endotheeldystrofie van Fuchs of hoornvliesdystrofie van Fuchs is een langzaam vorderende hoornvliesziekte, die meestal beide ogen treft. De ziekte komt iets meer voor bij vrouwen dan bij mannen. Hoewel artsen vaak al de eerste tekenen van endotheel-dystrofie van Fuchs kunnen zien bij mensen van boven de dertig, tast de ziekte zelden het zicht aan voordat de patiënten ruim boven de vijftig zijn. Synoniemen zijn: syndroom van Fuchs-Kraupa, tweede syndroom van Fuchs, syndroom van Kraupa. De ziekte is vernoemd naar de Oostenrijkse oogarts Ernst Fuchs (1851-1930), die ook bekend is van de vlek van Fuchs, het coloboma van Fuchs, het eerste syndroom van Fuchs en heterochrome iridocyclitis van Fuchs (FHI; derde syndroom van Fuchs).

## Oorzaak en kenmerken
De ziekte is een bilaterale progressieve oogaandoening die zich kenmerkt door een afwijking in de endotheelcellen van de cornea. Er treedt een verdikking van het membraan van Descemet op, waardoor de pompfunctie van het endotheel verslechtert. Het gevolg is dat vocht niet meer goed uit het stroma wordt gepompt met als resultaat het symptoom cornea-oedeem. Het aantal endotheelcellen neemt af, ook kan de vorm van de endotheelcellen veranderen.  
Oorzaak van endotheeldystrofie van Fuchs kunnen zijn, een beschadiging als gevolg van een oogoperatie of infectie, daarnaast is er mogelijk een erfelijke component. 